# 41e législature de la Colombie-Britannique

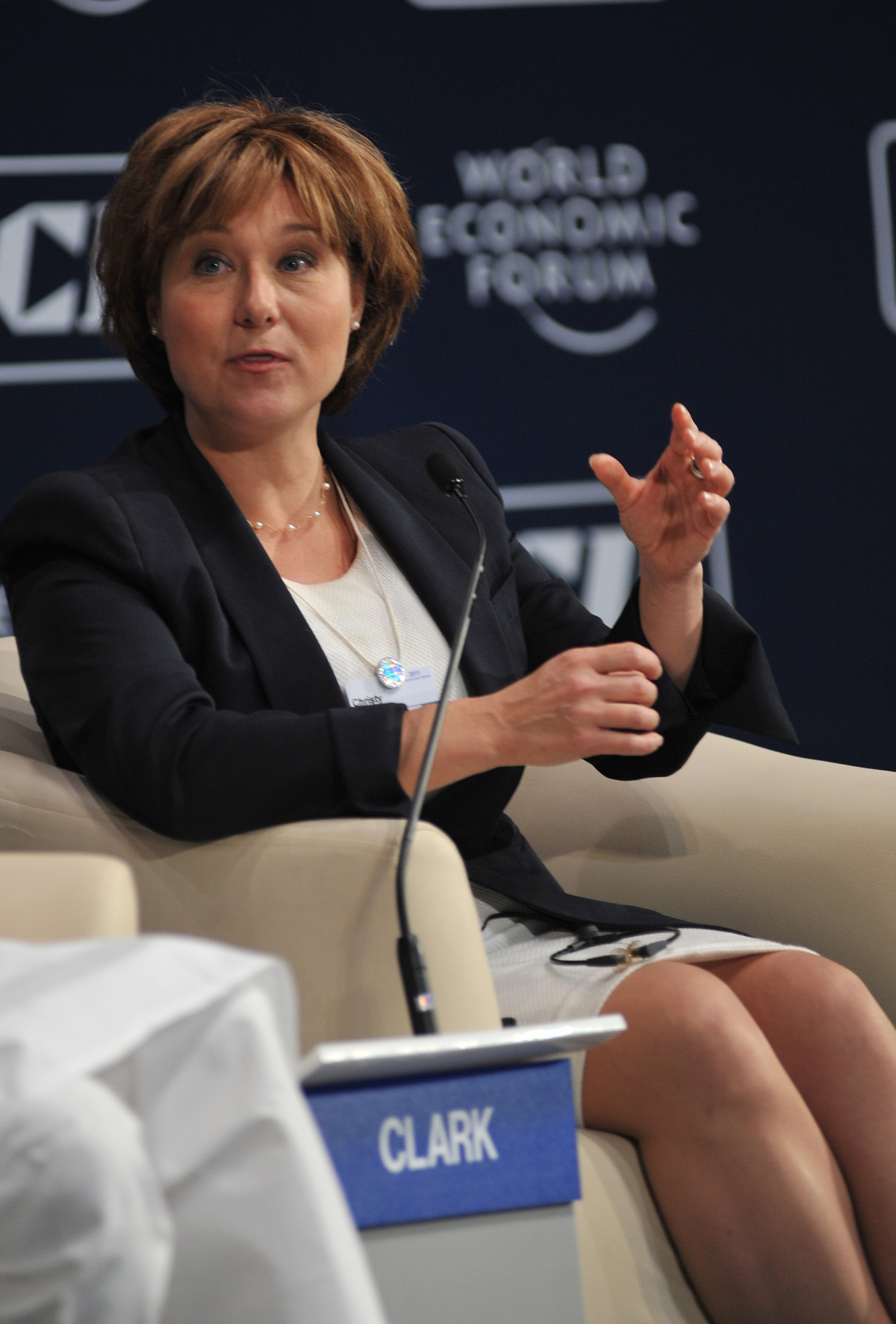
Christy Clark, première ministre (2011-2017).

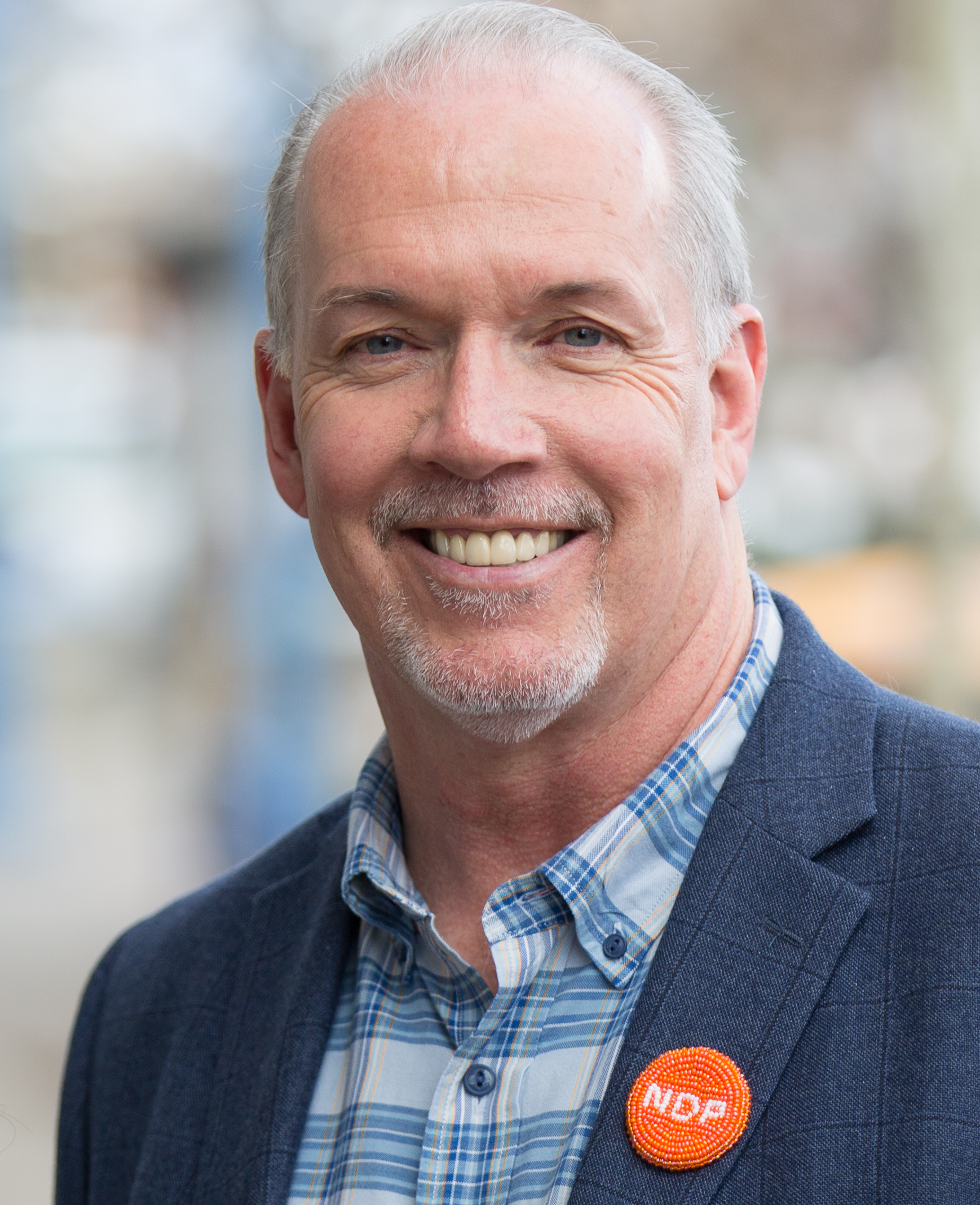
John Horgan, premier ministre (2017-2022).

La 41e législature de la Colombie-Britannique a siégé de 2017 à 2020. Ses membres sont élus lors de l'élection générale de 2017. Le Parti libéral de la Colombie-Britannique de Christy Clark forme un gouvernement minoritaire en juin 2017. Après la formation d'une coalition entre le Nouveau Parti démocratique et le Parti vert de la Colombie-Britannique, le chef néo-démocrate, John Horgan, devient premier ministre.
L'opposition officielle est formé par le Nouveau Parti démocratique de la Colombie-Britannique de John Horgan en juin 2017. Après la formation de la coalition, l'opposition revient aux libéraux de Christy Clark (juillet-août 2017), Rich Coleman (août 2017-février 2018) et Andrew Wilkinson (février 2018-septembre 2020).
Le poste de président de l'Assemblée législative est occupé par Steve Thomson en juin 2017 et Darryl Plecas le restant de la législature.

## Députés de la41elégislature
| Député | Député                  | Circonscription               | Parti         |
| ------ | ----------------------- | ----------------------------- | ------------- |
|        | Darryl Plecas           | Abbotsford South              | Libéral       |
|        | Mike de Jong            | Abbotsford West               | Libéral       |
|        | Simon Gibson            | Abbotsford-Mission            | Libéral       |
|        | Linda Larson            | Boundary-Similkameen          | Libéral       |
|        | Anne Kang               | Burnaby-Deer Lake             | Néo-démocrate |
|        | Raj Chouhan             | Burnaby-Edmonds               | Néo-démocrate |
|        | Katrina Chen            | Burnaby-Lougheed              | Néo-démocrate |
|        | Janet Routledge         | Burnaby North                 | Néo-démocrate |
|        | Donna Barnett           | Cariboo-Chilcotin             | Libéral       |
|        | Coralee Oakes           | Cariboo North                 | Libéral       |
|        | John Martin             | Chilliwack                    | Libéral       |
|        | Laurie Throness         | Chilliwack-Hope               | Libéral       |
|        | Doug Clovechok          | Columbia River-Revelstoke     | Libéral       |
|        | Joan Isaacs             | Coquitlam-Burke Mountain      | Libéral       |
|        | Selina Robinson         | Coquitlam-Maillardville       | Néo-démocrate |
|        | Ronna-Rae Leonard       | Courtenay-Comox               | Néo-démocrate |
|        | Sonia Furstenau         | Cowichan Valley               | Vert          |
|        | Ravi Kahlon             | Delta North                   | Néo-démocrate |
|        | Ian Paton               | Delta South                   | Libéral       |
|        | Mitzi Dean              | Esquimalt-Metchosin           | Néo-démocrate |
|        | Jackie Tegart           | Fraser-Nicola                 | Libéral       |
|        | Peter Milobar           | Kamloops-North Thompson       | Libéral       |
|        | Todd Stone              | Kamloops-South Thompson       | Libéral       |
|        | Norm Letnick            | Kelowna-Lake Country          | Libéral       |
|        | Steve Thomson           | Kelowna-Mission               | Libéral       |
|        | Christy Clark           | Kelowna West                  | Libéral       |
|        | Tom Shypitka            | Kootenay East                 | Libéral       |
|        | Katrine Conroy          | Kootenay West                 | Néo-démocrate |
|        | John Horgan             | Langford-Juan de Fuca         | Néo-démocrate |
|        | Mary Polak              | Langley                       | Libéral       |
|        | Rich Coleman            | Langley East                  | Libéral       |
|        | Bob D'Eith              | Maple Ridge-Mission           | Néo-démocrate |
|        | Lisa Beare              | Mid Island-Pacific Rim        | Néo-démocrate |
|        | Scott Fraser            | Maple Ridge-Pitt Meadows      | Néo-démocrate |
|        | Leonard Krog            | Nanaimo                       | Néo-démocrate |
|        | Doug Routley            | Nanaimo-North Cowichan        | Néo-démocrate |
|        | John Rustad             | Nechako Lakes                 | Libéral       |
|        | Michelle Mungall        | Nelson-Creston                | Néo-démocrate |
|        | Judy Darcy              | New Westminster               | Néo-démocrate |
|        | Jennifer Rice           | North Coast                   | Néo-démocrate |
|        | Claire Trevena          | North Island                  | Néo-démocrate |
|        | Bowinn Ma               | North Vancouver-Lonsdale      | Néo-démocrate |
|        | Jane Thornthwaite       | North Vancouver-Seymour       | Libéral       |
|        | Andrew J. Weaver        | Oak Bay-Gordon Head           | Vert          |
|        | Michelle Stilwell       | Parksville-Qualicum           | Libéral       |
|        | Dan Davies              | Peace River North             | Libéral       |
|        | Mike Bernier            | Peace River South             | Libéral       |
|        | Dan Ashton              | Penticton                     | Libéral       |
|        | Mike Farnworth          | Port Coquitlam                | Néo-démocrate |
|        | Rick Glumac             | Port Moody-Coquitlam          | Néo-démocrate |
|        | Nicholas Simons         | Powell River-Sunshine Coast   | Néo-démocrate |
|        | Mike Morris             | Prince George-Mackenzie       | Libéral       |
|        | Shirley Bond            | Prince George-Valemount       | Libéral       |
|        | Teresa Wat              | Richmond North Centre         | Libéral       |
|        | Linda Reid              | Richmond South Centre         | Libéral       |
|        | Jas Johal               | Richmond-Queensborough        | Libéral       |
|        | John Yap                | Richmond-Steveston            | Libéral       |
|        | Adam Olsen              | Saanich North and the Islands | Vert          |
|        | Lana Popham             | Saanich South                 | Néo-démocrate |
|        | Greg Kyllo              | Shuswap                       | Libéral       |
|        | Ellis Ross              | Skeena                        | Libéral       |
|        | Doug Donaldson          | Stikine                       | Néo-démocrate |
|        | Marvin Hunt             | Surrey-Cloverdale             | Libéral       |
|        | Jagrup Brar             | Surrey-Fleetwood              | Néo-démocrate |
|        | Rachna Singh            | Surrey-Green Timbers          | Néo-démocrate |
|        | Garry Begg              | Surrey-Guildford              | Néo-démocrate |
|        | Harry Bains             | Surrey-Newton                 | Néo-démocrate |
|        | Jinny Sims              | Surrey-Panorama               | Néo-démocrate |
|        | Stephanie Cadieux       | Surrey South                  | Libéral       |
|        | Bruce Ralston           | Surrey-Whalley                | Néo-démocrate |
|        | Tracy Redies            | Surrey-White Rock             | Libéral       |
|        | George Heyman           | Vancouver-Fairview            | Néo-démocrate |
|        | Sam Sullivan            | Vancouver-False Creek         | Libéral       |
|        | George Chow             | Vancouver-Fraserview          | Néo-démocrate |
|        | Shane Simpson           | Vancouver-Hastings            | Néo-démocrate |
|        | Mable Elmore            | Vancouver-Kensington          | Néo-démocrate |
|        | Adrian Dix              | Vancouver-Kingsway            | Néo-démocrate |
|        | Michael Lee             | Vancouver-Langara             | Libéral       |
|        | Melanie Mark            | Vancouver-Mount Pleasant      | Néo-démocrate |
|        | David Eby               | Vancouver-Point Grey          | Néo-démocrate |
|        | Andrew Wilkinson        | Vancouver-Quilchena           | Libéral       |
|        | Spencer Chandra Herbert | Vancouver-West End            | Néo-démocrate |
|        | Eric Foster             | Vernon-Monashee               | Libéral       |
|        | Carole James            | Victoria-Beacon Hill          | Néo-démocrate |
|        | Rob Fleming             | Victoria-Swan Lake            | Néo-démocrate |
|        | Ralph Sultan            | West Vancouver-Capilano       | Libéral       |
|        | Jordan Sturdy           | West Vancouver-Sea to Sky     | Libéral       |

## Répartition des sièges
| Nombre de députés par parti et année | Nombre de députés par parti et année | 2017  | 2017     | 2017   | 2017    | 2018    | 2018    | 2019     | 2019     | 2019     | 2020     | 2020    |
| Nombre de députés par parti et année | Nombre de députés par parti et année | 9 mai | 18 juil. | 4 août | 9 sept. | 14 fév. | 30 nov. | 30 janv. | 1er août | 1er oct. | 20 janv. | 31 août |
| ------------------------------------ | ------------------------------------ | ----- | -------- | ------ | ------- | ------- | ------- | -------- | -------- | -------- | -------- | ------- |
|                                      | Libéral                              | 43    | 43       | 42     | 41      | 42      | 42      | 42       | 41       | 42       | 42       | 41      |
|                                      | Néo-démocrate                        | 41    | 41       | 41     | 41      | 41      | 40      | 41       | 41       | 41       | 41       | 41      |
|                                      | Vert                                 | 3     | 3        | 3      | 3       | 3       | 3       | 3        | 3        | 3        | 2        | 2       |
|                                      | Indépendant                          | 0     | 0        | 0      | 1       | 1       | 1       | 1        | 2        | 1        | 2        | 2       |
|                                      | Total député                         | 87    | 87       | 86     | 86      | 87      | 86      | 87       | 87       | 87       | 87       | 86      |
| Vacant                               | 0                                    | 0     | 1        | 1      | 0       | 1       | 0       | 0        | 0        | 0        | 1        |         |
| Majorité                             |                                      |       |          |        |         |         |         |          |          |          |          |         |
| –1                                   | –3                                   | –2    | –2       | –3     | –4      | –3      | –2      | –3       | –2       | –3       |          |         |
| Gouvernement avec partenaire         |                                      |       |          |        |         |         |         |          |          |          |          |         |
|                                      |                                      |       |          |        |         |         |         |          |          |          |          |         |
| –1                                   | 1                                    | 2     | 2        | 1      | 0       | 1       | 1       | 1        | 1        | 1        |          |         |

### Pendant le gouvernement libéral
|         |               |          |         |         |          |           |        |         |           |         |           |         | Chouhan   |         | Kahlon  | Begg   | Brar    |        |              |           |          | D'Eith |
|         |               | Rice     | Eby     | Mungall | Chen     | Bains     | Elmore | Kang    | Popham    | Trevena | Donaldson |         | Krog      | Heyman  | Routley | Simons | Beare   | Sims   | Dean         | Routledge | Singh    | Glumac |
|         |               |          | Darcy   | Simpson | Robinson | Farnworth | HORGAN | James   | Ralston   | Dix     | Mark      | Fleming | Conroy    | Herbert | Chow    | Ma     | Leonard | Fraser | WEAVER       | Furstenau | Olsen    |        |
|         | \| Thomson \| |          |         |         |          |           |        |         |           |         |           |         |           |         |         |        |         |        |              |           |          |        |
|         |               |          | Cadieux | Stone   | Polak    | De Jong   | CLARK  | Coleman | Wilkinson | Reid    | Bond      | Bernier | Sullivan  | Lee     | Tegart  | Yap    | Redies  | Sultan | Thornthwaite | Martin    |          |        |
|         |               | Stilwell | Oakes   | Letnick | Wat      | Johal     | Sturdy | Rustad  | Ross      | Morris  | Barnett   |         | Clovechok | Isaacs  | Hunt    | Gibson | Ashton  | Davies | Paton        | Throness  | Shypitka | Plecas |
|         |               |          |         |         |          |           |        |         |           |         |           |         | Kyllo     |         | Milobar | Larson | Foster  |        |              |           |          |        |
| Thomson |               |          |         |         |          |           |        |         |           |         |           |         |           |         |         |        |         |        |              |           |          |        |

### Pendant le gouvernement néo-démocrate
|        |              |        |           |          |          |           |           |         |         |        |         |         | Reid         |           | Wat    | Larson  | Foster |           |           |           |          |         |
|        |              | Polak  | Morris    | Stilwell | Ashton   | Oakes     | Thomson   | Sturdy  | Ross    | Isaacs | Milobar |         | Thornthwaite | Clovechok | Yap    | Redies  | Paton  | Gibson    | Sultan    | Shypitka  |          |         |
|        |              |        | Cadieux   | Rustad   | Bond     | De Jong   | WILKINSON | Coleman | Kyllo   | Stone  | Bernier | Letnick | Johal        | Lee       | Hunt   | Barnett | Tegart | Martin    | Throness  | Davies    | Sullivan | Stewart |
|        | \| Plecas \| |        |           |          |          |           |           |         |         |        |         |         |              |           |        |         |        |           |           |           |          |         |
|        |              |        | Darcy     | Simpson  | Robinson | Farnworth | HORGAN    | James   | Eby     | Dix    | Ralston | Mark    | Fleming      | Conroy    | Fraser | Herbert | Rice   | Malcomson | Furstenau | OLSEN     | Glumac   | Weaver  |
|        |              | Heyman | Donaldson | Mungall  | Bains    | Beare     | Chen      | Popham  | Trevena | Sims   | Chow    |         | Kang         | Simons    | D'Eith | Routley | Elmore | Ma        | Dean      | Routledge | Singh    |         |
|        |              |        |           |          |          |           |           |         |         |        |         |         | Chouhan      |           | Kahlon | Begg    | Brar   | Leonard   |           |           |          |         |
| Plecas |              |        |           |          |          |           |           |         |         |        |         |         |              |           |        |         |        |           |           |           |          |         |

## Autre(s) changement(s)
| Date             | Conseiller          | Député            | Parti avant | Parti avant   | Parti après | Parti après   | Reason |
| ---------------- | ------------------- | ----------------- | ----------- | ------------- | ----------- | ------------- | --- |
| 4 août 2017      | Kelowna West        | Christy Clark     |             | Libéral       |             | Vacant        | Démissionne de son siège de députée et du poste de cheffe libéral, suivant la défait de son gouvernement et l'assermentation du gouvernement néo-démocrate.                                                                     |
| 9 septembre 2017 | Abbotsford South    | Darryl Plecas     |             | Libéral       |             | Indépendant   | Expulsé du caucus libéral le lendemain de son élection au poste de président de l'Assemblée législative. Le reste du caucus lui avait précédemment demandé de ne pas servir comme président pour le gouvernement néo-démocrate. |
| 14 février 2018  | Kelowna West        | Ben Stewart       |             | Vacant        |             | Libéral       | Élu lors de l'élection partielle |
| 30 novembre 2018 | Nanaimo             | Leonard Krog      |             | Néo-démocrate |             | Vacant        | Démissionne après son élection au poste de maire de Nanaimo. |
| 30 janvier 2019  | Nanaimo             | Sheila Malcolmson |             | Vacant        |             | Néo-démocrate | Élu lors de l'élection partielle |
| 1er août 2019    | Kelowna West        | Ben Stewart       |             | Libéral       |             | Indépendant   | Quitte le caucus après que Elections BC (en) à ouvert une enquête sur des dépenses excédentaires en 2019. |
| 1er octobre 2019 | Kelowna West        | Ben Stewart       |             | Indépendant   |             | Libéral       | Réintègre le caucus après avoir été exonéré des accusations par Elections BC. |
| 20 janvier 2020  | Oak Bay-Gordon Head | Andrew Weaver     |             | Vert          |             | Indépendant   | Quitte le caucus pour s'occuper de problème de santé familiaux. |
| 31 août 2020     | Surrey-White Rock   | Tracy Redies      |             | Liberal       |             | Vacant        | Démissionne pour devenir CEO of Science World. |